# Manny Zaldivar
Manny Zaldivar (* 18. Januar 1995 in Havanna) ist ein kubanisch-US-amerikanischer Schauspieler.

## Leben
Zaldivar wurde am 18. Januar 1995 in Havanna geboren und zog mit seiner Familie in die USA, als er sechs Jahre alt war. Dort wuchs er bilingual mit Spanisch und Englisch in Coral Springs im US-Bundesstaat Florida auf. Von 2013 bis 2017 studierte er an der Florida Atlantic University das Fach Theater, die er mit dem Bachelor of Fine Arts verließ. Während seines Studiums wirkte er in der Theatergruppe der Universität mit und blieb dem Theater auch nach seinem dortigen Abschluss treu. 2018 erschien der Kurzfilm Southside Habits, in diesem er neben einer Filmrolle auch für die Regie zuständig war. 2019 wirkte er im Musikvideo zum Lied Slaves of Fear der Band HEALTH mit. Im selben Jahr stellte er im vom Filmstudio The Asylum produzierten Film The Adventures of Aladdin die Rolle des Samad dar. Nach Darstellungen in weiteren Kurzfilmen und Mitwirkungen in den Fernsehserien The Crew und King of K Street, spielte er 2021 die Rolle des Brad in einer weiteren The-Asylum-Filmproduktion Planet Dune. Mehrere verschiedene Rollen übernahm er 2022 im Film The Sleep: Survival Horror – Part One.

## Filmografie (Auswahl)
- 2018: Southside Habits (Kurzfilm; auch Regie)
- 2019: A Deal With The Devil (Kurzfilm)
- 2019: Layover (Kurzfilm; auch Regie)
- 2019: Archie and Flynn (Fernsehserie, Episode )
- 2019: The Adventures of Aladdin (Adventures of Aladdin)
- 2019: Protected (Kurzfilm)
- 2020: The Crew (Fernsehserie, 2 Episoden)
- 2021: King of K Street (Fernsehserie)
- 2021: Worth Fighting For (Kurzfilm)
- 2021: Planet Dune
- 2022: The Sleep: Survival Horror – Part One

## Theater (Auswahl)
- Man of La Mancha, MNM Theater Co.
- The Rivals, Florida Atlantic University
- Guys and Dolls, MNM Theater Co.
- Polaroid Stories, Florida Atlantic University
- The Pillowman, Florida Atlantic University
- Leap of Faith, Theater Lab
- In Arabia We’d All Be Kings, Florida Atlantic University
- King Lear, Florida Atlantic University
- The Diary of Anne Frank, Florida Atlantic University
- Omnium Gatherum, Florida Atlantic University
- Amenities, Theater Lab
- The Government Inspector, Florida Atlantic University
- The Royal Family, Florida Atlantic University
- Pericles, Prince of Tyre, Florida Atlantic University
- Into The Woods, Animated Theater Co.
- Holy Ghosts, Florida Atlantic University
- She Loves Me, Florida Atlantic University
- Like It Matters, Florida Atlantic University
- Talk Radio, Florida Atlantic University
- Once Upon A Mattress, Florida Atlantic University